# Vánoční prázdniny (film)
Vánoční prázdniny (v anglickém originále National Lampoon's Christmas Vacation či jen Christmas Vacation) je americká filmová komedie z roku 1989 natočená Jeremiahem S. Chechikem podle scénáře Johna Hughese. Jde o třetí díl filmové série Bláznivá dovolená, která vzešla z iniciativy humoristického časopisu National Lampoon, od toho tedy originální název snímku. Podobně jako v předchozích dílech ztvárnili hlavní role manželů Griswoldových Chevy Chase a Beverly D'Angelo, jejich děti si pak zahráli tehdy začínající Juliette Lewis a Johnny Galecki. Titulní píseň "Christmas Vacation" nazpívala Mavis Staples.
Film se ve své době i přes komerční úspěch v kinech dočkal rozpačitých recenzí od kritiků, jeho reputace se ovšem postupně výrazně zlepšila. Snímek se stal vánoční klasikou a v mnoha zemích včetně České republiky nechybí na svátečním vysílacím programu.

## Děj
Clark Griswold je milující manžel Ellen a otec dvou dětí, Audrey a Rustyho, který žije se svou rodinou na poklidném předměstí Chicaga. Je obrovským fanouškem Vánoc a letošní svátky touží prožít se všemi blízkými takovým způsobem, jak se to dělávalo dříve. Hned začátkem kupříkladu vyrazí s rodinou do lesa, aby mohl vlastnoručně uřezat obrovský strom. Ten se do obývacího pokoje, jak se později ukáže, ani zdaleka nevejde a po odstřihnutí provazu obvázaného kolem něj dokonce rozbije okna domu. Následný příjezd rodičů Clarka i Ellen podnítí konstantní roztržky a jízlivé poznámky mezi jednotlivými členy rodiny. Clarka navíc rozběsní technické problémy, jež provázejí slavnostní rozsvícení jeho fenomenálně nazdobeného domu.
Nepříjemným překvapením je neohlášený příjezd nechvalně proslulého a svérázného bratrance Eddieho i s celou rodinou, který se podle všeho má v úmyslu u Griswoldů jistou dobu zdržet, neboť je bez práce i bez peněz. Sváteční večeře, na níž dorazí i stařičký Clarkův strýc s tetou, je provázena mnozštvím komplikaci jako například nepoživatelný krocan, veverka pobíhající po domě či požár. Poslední kapkou je pro Clarka skutečnost, že vytoužená vánoční prémie, za kterou si plánoval pořídit bazén, nejspíš nedorazí.

## Obsazení
| Chevy Chase           | Clark W. Griswold Jr.    |
| Beverly D'Angelo      | Ellen Griswold           |
| Juliette Lewis        | Audrey Griswold          |
| Johnny Galecki        | Russell "Rusty" Griswold |
| John Randolph         | Clark Griswold Sr.       |
| Diane Ladd            | Nora Griswold            |
| E. G. Marshall        | Arthur "Art" Smith       |
| Doris Roberts         | Frances Smith            |
| Miriam Flynn          | Catherine Johnson        |
| Randy Quaid           | Eddie Johnson            |
| Cody Burger           | Rocky Johnson            |
| Ellen Hamilton Latzen | Ruby Sue Johnson         |
| William Hickey        | strýček Lewis            |
| Mae Questel           | tetička Bethany          |
| William Hickey        | strýček Lewis            |
| Julia Louis-Dreyfus   | Margo Chester            |
| Nicholas Guest        | Todd Chester             |
| Brian Doyle-Murray    | Frank Shirley            |

## Výroba
Vánoční prázdniny jsou volně inspirovány povídkou scenáristy filmu Johna Hughese Christmas '59, která byla publikována v tehdy mimořádně populárním humoristickém časopisu National Lampoon. Původně měl snímek režírovat Chris Columbus, po roztržce s hlavní hvězdou filmu Chevy Chasem projekt opustil.
Natáčelo se na jaře roku 1989 na různým místech v coloradské Summit County a v ateliérech studia Warner Bros v kalifornském Burbanku.

## Přijetí
Vánoční prázdniny, jejichž rozpočet činil 25 milionů dolarů, utržily celosvětově v kinech přes 70 milionů dolarů, a staly se tak komerčním úspěchem. Během otevíracího víkendu skončily druhé, hned po Návratu do budoucnosti II. Film se po uvedení dočkal smíšených ohlasů od kritiků, postupně se nicméně stal oblíbenou vánoční klasikou mnoha diváků a i filmoví kritici na něj začali pohlížet smířlivěji.